# Waberthwaite
Waberthwaite – wieś w Anglii, w Kumbrii, w dystrykcie (unitary authority) Cumberland. Leży 68 km na południowy zachód od miasta Carlisle i 382 km na północny zachód od Londynu. W 2001 miejscowość liczyła 274 mieszkańców.